# Plaquette van Johannes Martinus Theunissen
De plaquette van Johannes Martinus Theunissen is een gedenkteken van de onderwijspionier Jan Theunissen. Het hangt aan de muur van het Arthur A. Hoogendoorn Atheneum aan de Commewijnestraat in Paramaribo, Suriname.
Jan Theunissen besloot met vrienden in het juridische en bedrijfsleven om de Vrije H.B.S. te stichten, nadat bleek dat er in Suriname geen school was die aansloot bij vervolgonderwijs in Nederland. Door toevallige contacten werd aansluiting gevonden bij de hbs in Appingedam. De start werd gemaakt op 12 december 1962. Zelf werd Theunissen de eerste voorzitter van de Stichting Vrije School. Na elk schooljaar kwam er een klas bij. In 1967 slaagden de eerste drie leerlingen, waaronder zijn oudste zoon. De behaalde resultaten waren zodanig goed, dat het Nederlands Academisch Statuut de Vrije H.B.S. erkende als een volwaardige hbs naar Nederlandse maatstaven. Vanaf 1972 werd dit het Vrije Atheneum en vanaf het schooljaar 1998/'99 het Arthur A. Hoogendoorn Atheneum. De school groeide uit van zes leerlingen in 1962 naar ongeveer vierhonderd in 2020. Al zijn drie kinderen werden later toegelaten tot de Rijksuniversiteit Groningen.
De plaquette werd door Erwin de Vries gemaakt en op 2 april 2003 postuum onthuld. Bovenaan bevindt zich een bas-reliëf van brons met de beeltenis van Theunissen. Eronder bevindt zich de volgende tekst.
Mr. Johannes Martinus Theunissen

21-10-1916     3-3-1998

grondlegger van onafhankelijk particulier onderwijs in Suriname

oprichter van de Vrije H.B.S. en de eerste bestuursvoorzitter van de stichting Vrije School (1982-1970)